# Shango Patera
La Shango Patera è una struttura geologica della superficie di Io.